# Zijin Mining
Zijin Mining, en mandarin : 紫金矿业, est une entreprise minière chinoise. Elle est la principale entreprise aurifère et la troisième de cuivre de Chine et exploite la plus grande mine d'or de Chine, la mine de Zijinshan.

## Histoire
En juillet 2010, le groupe Zijin Mining a formulé une série d'excuses officielles à la suite de la pollution des rivières environnantes. Le groupe a également procédé à la fermeture de l'usine à l'origine de la pollution qui a provoqué l'empoisonnement de 1890 tonnes de poisson, et s'est engagé à compenser les victimes.
En mai 2015, Zijin Mining rachète 47 % du projet Kamoa (RDC) pour $412 millions au canadien Ivanhoe Mines, et 47,5 % de la mine de Porgera (Papouasie-Nouvelle-Guinée) pour $298 millions au canadien Barrick Gold.

## Participations
- 51 % (via sa filiale Jin Cheng Mining) dans La Compagnie Minière de Musonoie Global (RDC)[6]
- 57 % dans la mine de cuivre de Kamoa (RDC)[6]
- 47,5 % dans la mine d'or de Porgera (Papouasie-Nouvelle-Guinée)[6]